# Nachtigallental (Kreis Bad Kreuznach)
Koordinaten: 49° 46′ 11″ N, 7° 39′ 33″ O
Das Nachtigallental ist ein Naturschutzgebiet im Landkreis Bad Kreuznach in Rheinland-Pfalz.
Das etwa 35 ha große Gebiet liegt in der Ortsgemeinde Sobernheim in der Verbandsgemeinde Bad Sobernheim.
Durch die Unterschutzstellung soll das Gebiet „als Lebensraum seltener und in ihrem Bestande bedrohter Pflanzen und als Lebensstätte bestandsbedrohter wildlebender Tierarten“ erhalten werden.
Das Naturschutzgebiet soll seinen Namen aufgrund einer Sage bekommen haben. Demnach besuchte der Heilige Bernhard von Clairvaux das Kloster Himmerod, wobei er sich sehr über den Gesang der Nachtigallen ärgerte. Er schrie so laut, dass die Vögel in ein Tal im Siebengebirge auswanderten, das später „Nachtigallental“ genannt wurde.